# 1440-es évek
Évszázadok: 14. század · 15. század · 16. század
Évtizedek: 1390-es évek · 1400-as évek · 1410-es évek · 1420-as évek · 1430-as évek · 1440-es évek · 1450-es évek · 1460-as évek · 1470-es évek · 1480-as évek · 1490-es évek
Évek: 1440 · 1441 · 1442 · 1443 · 1444 · 1445 · 1446 · 1447 · 1448 · 1449

## A világ vezetői
- I. Ulászló magyar király (Magyar Királyság) (1440–1444† ), (Lengyel király - 1434–1444)
- V. László magyar király (Magyar Királyság) (1445–1457† )
  - Hunyadi János (kormányzó) (1446–1456† )